# Ignacio Churruca
José Ignacio Churruca Sistiaga (Zarauz, Guipúzcoa, España, 28 de enero de 1949), conocido como Churruca, es un exfutbolista español que jugaba como delantero. Militó en equipos de la Primera División de España como el Real Sporting de Gijón, el Athletic Club y el Hércules C. F. Además, fue dieciséis veces internacional con la selección española.

## Trayectoria
Jugó tres temporadas en el equipo juvenil del C. D. Zarautz y, posteriormente, fichó por el Real Sporting de Gijón donde estuvo media temporada de la 1967-68 cedido en el C. D. Ensidesa. En el Sporting estuvo hasta el descenso del equipo en 1976, momento en que fue traspasado al Athletic Club, en un movimiento que permitió al equipo de Gijón financiar las obras de la escuela de fútbol de Mareo, convirtiéndose así en uno de los máximos exponentes del fútbol de cantera a nivel nacional. Se matendría en el equipo bilbaíno hasta 1980 cuando fichó por el Hércules C. F. Con sus equipos de Gijón, Bilbao y Alicante acumuló 336 partidos en Primera División. Después del Hércules, fichó por el C. F. Lorca Deportiva en Segunda B, donde jugó la temporada 1982-83 y la mitad de la 1983-84. También ha entrenado a equipos como la Peña Deportiva Santa Eulalia, al que clasificó para disputar la promoción de ascenso a Segunda B en la temporada 2001-02.

## Selección nacional
Fue internacional absoluto con España en dieciséis encuentros y también lo fue en categoría sub-23 en dos ocasiones. Su debut se produjo el 20 de febrero de 1971 en un amistoso ante Italia. Su último partido con la selección española fue el 26 de octubre de 1977 ante Rumanía.

## Clubes

### Como jugador
| Club                   | País   | Año       |
| ---------------------- | ------ | --------- |
| C. D. Ensidesa         | España | 1967-1968 |
| Real Sporting de Gijón | España | 1968-1976 |
| Athletic Club          | España | 1976-1980 |
| Hércules C. F.         | España | 1980-1982 |
| C. F. Lorca Deportiva  | España | 1982-1983 |

### Como entrenador
| Club                         | País   | Año  |
| ---------------------------- | ------ | ---- |
| Peña Deportiva Santa Eulalia | España | 1994 |